# 側掃聲納

側掃聲納運作示意圖

側掃聲納（英文：side-scan sonar），是一種利用聲波反射的原理來提供海床水平影像的水下探勘儀器，其優點為可對海床做大範圍區域的探測調查，在海床地貌描繪、海床沉積物性質辨別、以及水中目標物搜尋等水下工作上，均扮演著極為關建的角色。

## 系統單元
側掃聲納系統主要由四個部分組成，分別為:
- 定位系統：使用GPS提供定位資料
- 底拖音鼓（拖魚）：包含聲波發射器及接收器
- 收集與控制電腦：含收集及處理軟體，可提供聲納回散射訊號的數化及記錄並接收定位資料，可即時顯示水下影像
- 控制單元：拖魚和電腦間的硬體介面，傳送控制電腦指令至拖魚，並接收拖魚回散射訊號傳回電腦紀錄

## 運作原理
側掃聲納通常拖於船後，當其運作時，由拖魚兩舷的音鼓向海底發射扇形聲波，聲波經海床反射回之訊號由拖魚本身的接收器接收並透過電纜傳至紀錄器，回訊經紀錄器處理後再和定位資料結合即可得到探測範圍的海床影像。

## 影像
由於海床地形起伏不定且有不同的底質，使的回訊有不同的散射能量。側掃聲納系統依回訊的聲波強弱透過記錄器處理成深淺濃淡的灰階二維圖像。回訊越強，側掃聲納圖像上的顏色越濃；反之，若回訊較弱，側掃聲納圖像上的顏色則較較淡。

## 應用
側掃聲納能迅速、有效的對海床做大範圍區域的探測調查，多應用於水下探勘、搜尋等相關水下工作，例如:
- 水下目標物搜尋
- 海床地質地貌調查
- 漁業應用
- 生物環境調查
- 石油工業應用
- 海洋環境調查
- 海底礦場及資源調查
- 浚渫之監控
- 管線調查
- 多功能水下載具配搭（ROV、AUV等），同時獲得多種海底訊息（如震測、水下攝影、海底採樣等）

## 歷史
以聲波反射原理發展的聲納技術，在第二次世界大戰時因軍事需求而發展迅速。其中在側掃聲納方面，最早是由德國科學家Julius Hagemann在美國海軍水雷防禦研究室（Navy Marine Defence Laboratory）進行聲納研究，並於1958年發展出側掃聲納的雛形。而實驗是以麻省理工學院的Harold Edgerton博士為主，於Scripp海洋研究所進行實測。在1950年代，美國軍用的側掃聲納是由西屋科技（Westinghouse）代為生產，設計以軍事目的（水雷、潛艇探測）為主。
商用的側掃聲納最早是在1960年由Kelvin Hughes所生產，名為Transit Sonar，其利用桿子固定於船上。從1963年開始，以Harold Edgerton團隊為代表，開始利用側掃聲納進行水下沈船探勘。接著在1963到1966年，Martin Klein團隊成功研發利用雙頻、底拖的探勘方式發展新式側掃聲納，並在1968年集資發展高頻（500KHZ）商用雙頻側掃聲納系統。而最早的側掃聲納訓練手冊是在1985年時，由Charles Mazel所發表。
1980年代為近代側掃聲納發展階段的分水嶺。各商用側掃聲納蓬勃發展，資料展示亦由原本的類比訊號影像輸出進步為數位訊號影像輸出。